# Eudejeania andeana
Eudejeania andeana är en tvåvingeart som beskrevs av Curtis W. Sabrosky 1947. Eudejeania andeana ingår i släktet Eudejeania och familjen parasitflugor. Inga underarter finns listade i Catalogue of Life.